# Ilárduya
Ilárduya (en euskera y oficialmente Ilarduia) es un concejo del municipio de Aspárrena, en la provincia de Álava. 

## Toponimia
En el año 1025 en la Reja de San Millán, consta como Hillardui.Otras denominaciones que ha tenido son Ilarduy (1362), Ilardui (1435), Ilarduia (1438), Ilarduya (1463), ilardu (1877), Ilárduya (1930), Ilárduya - Ilarduia (1986), entre otros.

## Geografía física
Se halla ubicado entre el monte Albeniz (1011m.) y la Sierra de Urbasa, en la margen izquierda del río Zirauntza.
| Noroeste: Albeniz |              | Nordeste: Eguino   |
| Oeste: Albeniz    |              | Este: Eguino       |
| Suroeste: Urabáin | Sur: Urabáin | Sureste: Ibarguren |

## Naturaleza
La Leze es un barranco-cueva que cruza de norte a sur todo un macizo calizo ubicado en la Sierra de Altzania, divisoria entre Gipuzkoa y Álava. Mide unos 80 metros de altura y el río Artzanegi ha necesitado millones de años de discurrir por ella, atravesando de lado a lado las Peñas de Egino, para formarla. Las Peñas de Egino y la piedra que forma la cueva son calizas. Piedra soluble al agua de lluvia dando lugar a formaciones kársticas como simas, cuevas y lápiaces. El agua superficial se filtra a niveles subterráneos a través de ellas por simas, dolinas y sumideros.

## Historia
Los primeros índícíos de población de este lugar aparecen en una red de yacimientos arqueológicos desde el Neolítico (Ameztutxo) a la Edad del Bronce (Cueva de los Gentiles), o a la Edad del Hierro (Aliarán). La romanización también está presente en algunos lápidas existentes en la ermita de Artzanegi. Esta presencia humana y la posterior dentro de la historia escrita, puede explicarse por su situación en el corredor natural que es el del Paso de la Burunda que facilita la comunicación en sentido este-oeste. Precisamente por él pasaba la calzada romana que unía Astorga con Burdeos.
Lecea y Arztanegi fueron dos aldeas próximas a Ilarduia que desaparecieron en el siglo XV y que figuraban como pagadoras del Voto de San Millán al monasterio. En estas aldeas se encontraban las ermitas de San Pedro de Lecea y Santa Maria de Artzanegi respectivamente. La ermita de San Pedro de Lecea agrupaba a la Cofradía de los nobles hijosdalgo del contorno. Junto a la cueva de la Leze estaba situada la Torre de Lezea, de la que no queda ningún rastro y que fue patrimonio de los señores del mismo nombre.
A mediados del siglo XIX, el lugar, ya por entonces parte de Aspárrena, tenía contabilizada una población de 90 habitantes. La localidad aparece descrita en el noveno volumen del Diccionario geográfico-estadístico-histórico de España y sus posesiones de Ultramar de Pascual Madoz de la siguiente manera:

ILARDUYA: l. del ayunt. de Asparrena, en la prov. de Alava (á Vitoria 6 leg.), part. jud. de Salvatierra (2), aud. terr. de Burgos, dióc. de Calahorra: sit. en llano, clima templado; reinan todos los vientos, y se padecen indisposiciones de estómago. Tiene 28 casas, escuela de primera educacion para ambos sexos, frecuentada por 28 ó 30 alumnos, y dotada con 400 rs.; igl. parr. (San Miguel), servida por dos beneficiados, de los cuales uno con título de cura y ambos de provision del cabildo, 2 ermitas (San Pedro y la Virgen de Arzanegui); esta tiene de particular una inscripcion dedicada al emperador Constancio, en una piedra de la esquina que mira al E., concebida en los términos siguientes: IMPER. AV LO. VALERIO CONSTANTI O PIO FELIC I INVICTO AVGVS TO. En una ventana de la misma ermita se halla esta otra: ABLON IVS. LICI RAII. SIIRV S. AN. LXX. H. S. E. El térm. confina N. Albeniz; E. vlale de Burunda (prov. de Navarra), part. jud. de Pamplona; S. Eguino, y O. Amezaga, comprendiendo diferentes montes poblados de arbolado. El terreno es muy fértil, le atraviesa un riach. que nace á corta dist. de Araya, y otro en este térm. caminos: los locales, en estado regular. El correo se recibe de Salvatierra. prod.: toda clase de frutos; cria de ganado vacuno; caza de toda especie. ind.: ademas de la agricultura y ganadería, hay un molino harinero. pobl.: 28 vecinos, 144 alm. riqueza y contr.: con su ayunt. (V.)
(Madoz, 1847, p. 404)

Décadas después, ya en el siglo XX, se describe de la siguiente manera en el tomo de la Geografía general del País Vasco-Navarro dedicado a Álava y escrito por Vicente Vera y López:

Ilárduya.—Lugar de 32 edificios, con una población de 130 almas de hecho y 129 de derecho, distando de Araya 5,470 metros. Confina, al N., con Albéniz; al S., con Urabain; al E., con Eguino, y al O., con Amézaga. El término, bastante fértil, está cruzado por un riachuelo; produce varias clases de frutos y cría ganado vacuno, lanar y porcino. Goza del aprovechamiento del monte comunal llamado Bajero y La Peña, de 208 hectáreas, plantado de robles. Tiene una parroquia rural de segunda clase, dedicada á San Esteban y perteneciente al arciprestazgo de Salvatierra; existen las abandonadas ermitas de San Juan y San Pedro; ésta situada en un monte, en la que celebraba sus juntas la cofradía de hijosdalgos. La escuela pública es de las clasificadas de incompletas. Por su término pasaba la vía militar de Astorga á Burdeos y en la ermita de la Virgen de Arzanegui hay dos lápidas, una dedicada al emperador Constancio y sepulcral la otra. Hay en el lugar un molino harinero, siendo la principal riqueza del vecindario la agricultura y la ganadería.
(Vera y López, 1915-1921, p. 400)

## Geografía humana

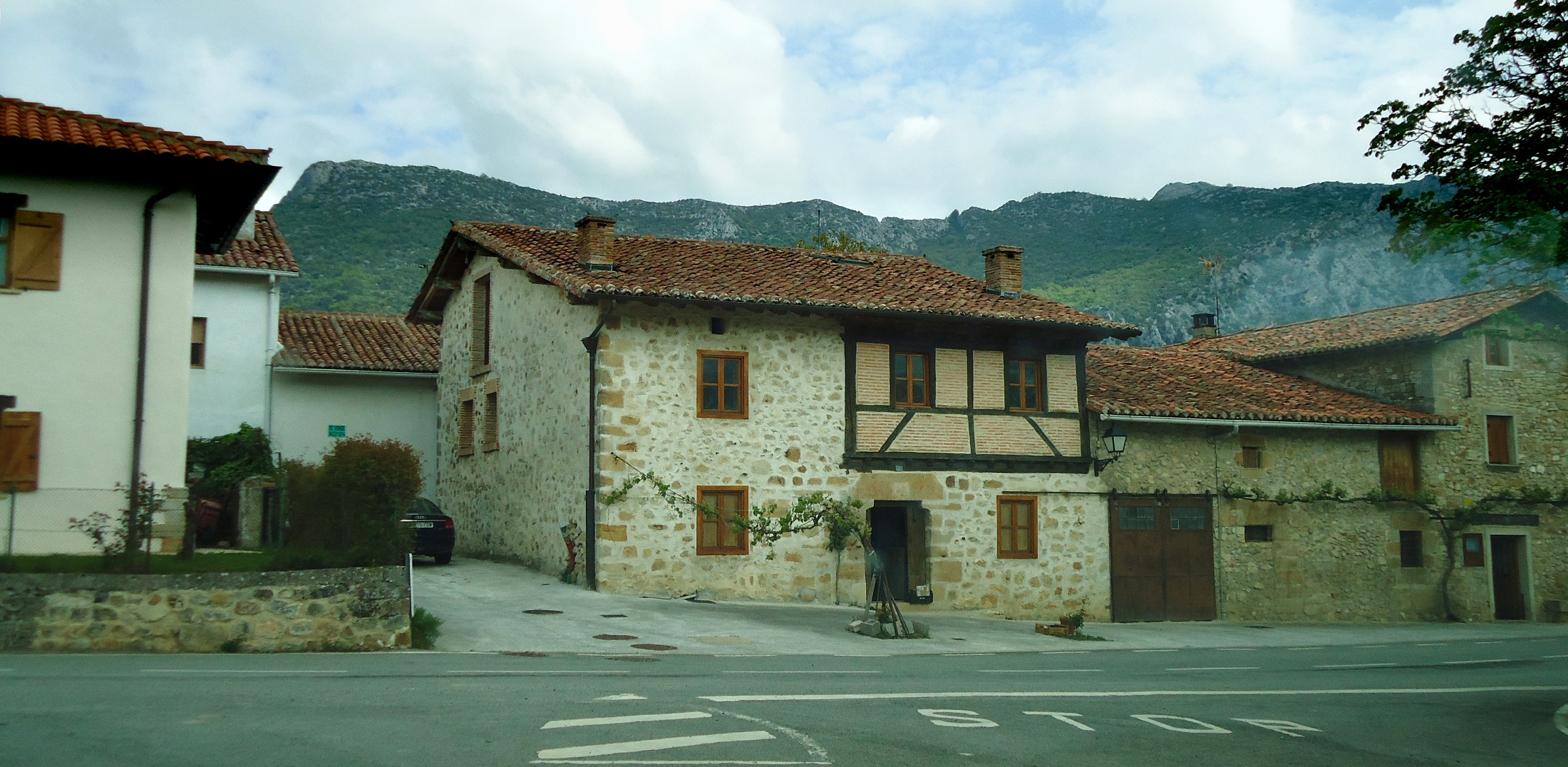
Casas de Ilarduia

### Organización territorial
No presenta una ordenación urbana concreta aunque sí se observa un cierto trazado en sentido lineal. Por su casco urbano cruzan las vías de trashumancia de ganado que permiten desplazar este de los pueblos a la sierra.

## Despoblados
Forma parte del concejo los despoblados de:
- Arzanegui.[8]
- Lecea.[9]

## Demografía
| Gráfica de evolución demográfica de Ilarduya entre 2000 y 2017 |
|                                                                |
| Población de derecho según los censos de población del INE.    |

## Economía
- Quesería la Leze, desde 1992 y que cuenta con numerosos reconocimientos por su queso idiazábal.[11]

## Cultura

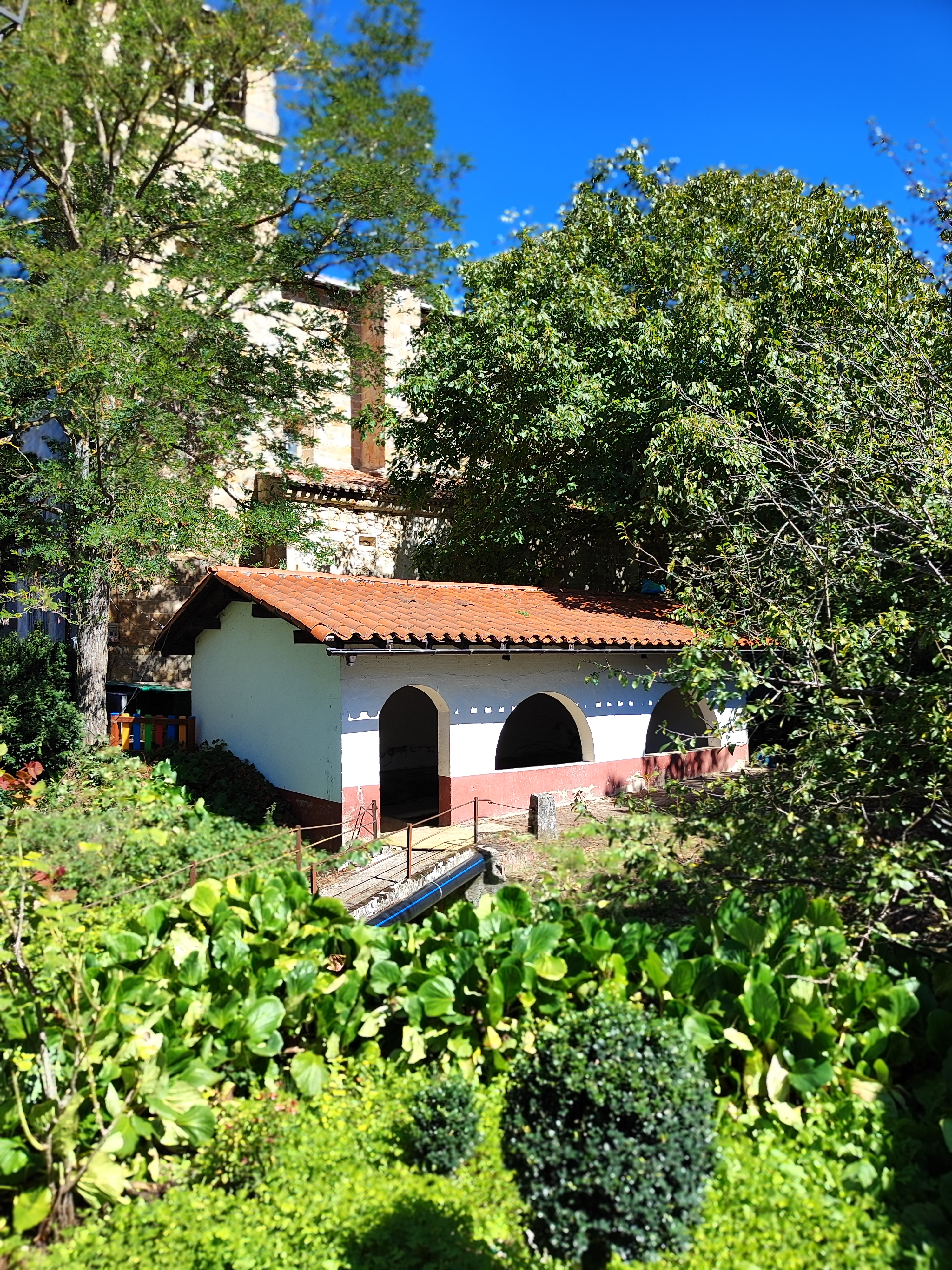
Lavadero de Ilarduia junto a la iglesia

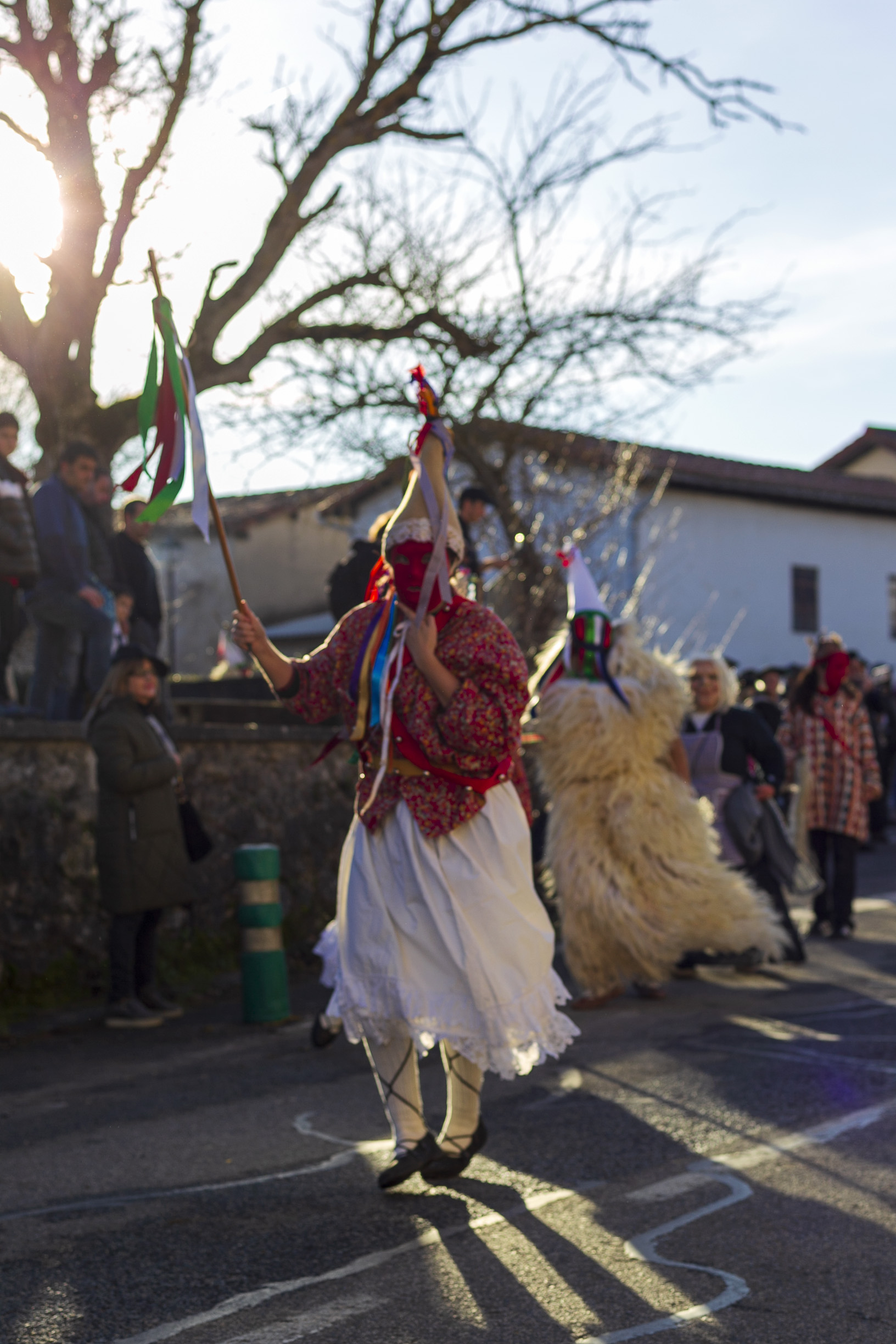
Carnaval de ILEGAN

### Patrimonio material
- Centro sociocultural y multiusos. Edificio que sustituye a la Sala del Concejo que ocupaba parte de las antiguas escuelas. Construido en 2021, está ubicado en terrenos de la propia junta administrativa, al sur del pueblo, a las orillas del río Zirauntza. Cuenta con bolera cubierta y un amplio espacio para usos diversos, así como zona de cocina, estilo sociedad gastronómica, y el local para llevar a cabo la actividad de oficina y archivo del concejo.[12]
- 'Iglesia de San Miguel'.Templo de planta rectangular con tres tramos, que corresponden a otros tantos cierres de cubierta: con nervios de perfil plano, de luneros y de cañón.[6][13]Adquiere especial importancia por la pinceladura mural que conserva en las bóvedas de la sacristía. Otros elementos destacables son la pila bautismal, el retablo mayor y la portada y escudo exteriores.[4][14]
- Puente que sirve de acceso a la iglesia parroquial.[15]
- Frontón de una sola pared, el frontis, ulizando la cabecera de la iglesia de la localidad, aprovechándo el espacio existente entre dos contrafuertes.[16]
- Fuente vieja: Fuente en aljibe, construida con mampostería de tamaño variable, formada de un arco de medio punto cerrado por un frente irregular que se adapta al terreno.[17]
- Fuente de la carretera: encajonada bajo el nivel del suelo actual de la carretera, a la que se accede mediante tres escalones que descienden una altura de 0,45 m. Su fábrica es de argamasa, compuesta por un bloque de planta y alzado cuadrangular (0,77 x 0,40 m.), que se encuentra rematado por un tejado a dos vertientes en voladizo y moldurado, en cuyo frontón triangular se puede observar la fecha de su construcción, "1933". [18]
- Fuente abrevadero.[19]
- Lavadero: Edificio construido a mediados del siglo XX, por los lugareños de forma comunal, "a vereda". Recibe las aguas de la "Fuente vieja" al igual, que la "Fuente de la carretera".[20]
- Ermita de Nuestra Señora de Artzanegi, actualmente el cementerio de Ilarduia. Destacan dos lápidas romanas incrustadas en sus muros, así como la Andramari románica, cuya talla es del siglo XIV.[4]
- Antiguo hospital. Documentado desde comienzos del siglo XVII como fundación de Pedro Abad de Ilarduya. No existe.[21]

Patrimonio inmaterial
- Carnaval rural de ILEGAN: desde el año 2008 la Asociacón ILEGAN Elkartea organiza el Carnaval rural en los concejos de ILarduia, EGino y ANdoin.[22]
- Fiestas en septiembre, por San Miguel.[23]
- Día de la Virgen de Artzanegi, el 8 de septiembre.[4]